# Manuel Merino Esquivel
Manuel Merino Esquivel (San Fernando, 9 de enero de 1887-Santiago, 24 de febrero de 1980) fue un abogado, agricultor y político chileno, miembro del Partido Liberal (PL). Se desempeñó como ministro de Agricultura durante la vicepresidencia de Abraham Oyanedel entre octubre y diciembre de 1932.

## Familia y estudios
Nació en la comuna chilena de San Fernando el 9 de enero de 1887, hijo de Manuel Merino Rencoret y María Luisa Esquivel Mozó. Realizó sus estudios primarios en el Liceo de San Fernando y los secundarios en el Internado Nacional Barros Arana (INBA), prosiguiendo con los superiores en la Escuela de Derecho de la Universidad de Chile, desde donde se tituló como abogado el 7 de junio de 1910, con la tesis Reseña de la formación y establecimiento del código civil chileno.. En 1910 viajó a Europa donde realizó estudios de derecho civil, economía política y derecho internacional.
Se casó con Berta Zuloaga, con quien tuvo cinco hijos.

## Carrera profesional
A su regreso al país en el año 1913, se dedicó a ejercer su profesión en la ciudad de Santiago.
Se dedicó también, a las actividades agrícolas y fue comerciante; explotó el fundo "Taulemu" en San Fernando, de la Comunidad Merino Hermanos y organizó la firma Pesquera Merino Aldunate y Compañía.
Por otra parte, fue director de la Asociación de Productores de Manzanas, (Asproman); de la Sociedad Agrícola y Ganadera Rucamanqui; y del Consorcio Nacional de Productores de Aves S.A.

## Carrera política
Militó en el Partido Liberal (PL), siendo presidente del Centro de la Juventud Liberal de Santiago durante dos períodos; presidente de la Asamblea Liberal; director del partido y miembro de su Junta Directiva.
En las elecciones parlamentarias de 1924, fue elegido como diputado por los departamentos de Valparaíso y Casablanca, por el periodo 1924-1927. Durante su gestión integró la Comisión Permanente de Legislación Social y la de Guerra y Marina. Sin embargo no logró finalizar su periodo parlamentario, debido a que fue disuelto el Congreso Nacional, el 11 de septiembre de 1924, por decreto de una Junta de Gobierno, establecida tras un golpe de Estado.
En las elecciones parlamentarias de 1925, fue reelegido como diputado, pero esta vez por la Sexta Circunscripción Departamental
(correspondiente a los departamentos de Valparaíso, Quillota, Limache y Casablanca), por el periodo 1926-1930. En esa ocasión fue diputado reemplazante en la Comisión Permanente de Gobierno Interior.
Posteriormente, fue nombrado por el presidente provisional Abraham Oyanedel como ministro de Agricultura; cargo que ejerció entre el 3 de octubre y el 24 de diciembre de 1932. En esa función, inició la organización de servicios especiales de Genética Vegetal, Policía Sanitaria, Campos de Experimentación y Estación Seleccionadora de Semillas.
Entre otras cosas en que desempeñó, fue presidente de la Compañía de Seguros Lautaro S.A.; fiscal de la Caja de Crédito Agrario en 1932 y presidente y director gerente entre 1933 y 1938; director del Consejo Superior del Trabajo, desde 1933 hasta 1934; y consejero de la Caja de Crédito Hipotecario, desde 1943 hasta 1947.
Durante el gobierno del presidente radical Gabriel González Videla, fungió como delegado del Gobierno de Chile a la Conferencia de Comercio de Londres (Inglaterra) en 1946. El 16 de abril de 1948 fue nombrado como vicepresidente ejecutivo del Instituto de Economía Agrícola, ejerciendo como tal hasta 1952.
Entre otras actividades, fue socio del Club de La Unión, del Club de Septiembre, del Automóvil Club de Chile, y miembro de la Sociedad Nacional de Agricultura (SNA). Asimismo, fue miembro de la Sociedad Escuelas Nocturnas para Obreros y de la Sociedad de Instrucción Primaria.
Falleció en Santiago el 24 de febrero de 1980, a los 93 años.